# Blatná
Blatná (německy Blatna) je město v okrese Strakonice v severozápadní části Jihočeského kraje. Své jméno získala od blat, mezi nimiž byla založena. Město je obklopeno pahorky, které na severu přecházejí v lesní masiv Brd. Soutokem Smolíveckého a Závišínského potoka zde začíná řeka Lomnice. Žije zde přibližně 6 700 obyvatel. Historické jádro města je městskou památkovou zónou. Území města obsahuje jako enklávu obec Mačkov.

## Historie
Archeologické nálezy ukazují, že první souvislé osídlení lze nalézt již v době laténské ve 4. století před naším letopočtem a později od 6. století. Město vzniklo na křižovatce cest mezi Pískem, Plzní, Strakonicemi a Prahou. První písemná zmínka o Blatné pochází z roku 1235, kdy Vyšemír z Blatné vystupoval jako svědek na listině krále Václava I. Už tehdy byla Blatná uvedena jako město, ale údaj není spolehlivý. Později byla jako městečko uvedena až v letech 1489 a 1502.
Historické centrum města tvoří dvě navzájem kolmá ulicová náměstí, která se sbíhají u kostela Nanebevzetí Panny Marie. Někdy v letech 1513–1514 získal Jaroslav Lev z Rožmitálu a na Blatné pro Blatnou hradební právo, ale hradby pravděpodobně nikdy nebyly postaveny. Možná je existence lehčího ohrazení a k obraně města přispívaly rybníky, které ho obklopovaly.
Ve 14. století vlastnili osadu Bavorové ze Strakonic. V 15. století a na počátku 16. století byla Blatná hlavním sídlem pánů z Rožmitálu, ale po smrti Jaroslava Lva z Rožmitálu rod zchudl a Adam Lev z Rožmitálu městečko roku 1541 prodal Adamovi ze Šternberka.
Roku 1601 byla Blatná císařem Rudolfem II. povýšena na město. Během třicetileté války zažilo město mnoho drancování a požárů města. Často je také navštěvovaly vojenské oddíly obou válčících stran. Důvodem těchto pohrom je umístění Blatné na důležité komunikaci z jižních do západních Čech. Po skončení války zde zůstalo pouze šedesát obydlených domů.
Rozkvět města a řemesel začal v 18. století, kdy majitelé panství, Serenyiové, postavili kostelní věž, špitál, školu a  město i okolí vyzdobili barokními plastikami. V roce 1834 propukl v Blatné velký požár, který zničil 118 domů a po kterém Blatná klesla na jedno z nejchudších měst. O dvacet let později bylo známé především svými ševci a zahradníky. Až na konci 19. století byla na železniční trati Březnice–Strakonice postavena stanice Blatná, která umožnila oživení podnikání. 
V meziválečném období se Blatná stala známou díky desítkám hektarů polí růží. Pěstoval je Jan Böhm, který za své růže získal na soutěžích nejvyšší ocenění.

## Obecní správa

### Územní příslušnost
- k 1. lednu 1948 patřilo město Blatná do správního okresu Blatná, soudní okres Blatná. Státní statistický úřad v Praze uvádí, že k 22. květnu 1947 bylo v městě Blatná sečteno 3209 přítomných obyvatel.[9]
- k 1. únoru 1949 patřilo město Blatná do okresu Blatná, kraj Plzeňský[10]
- k 1. lednu 1950 měla Blatná matriční úřad při místním národním výboru. Obce, které tvořily matriční obvod  Blatná byly : 1. Blatná, 2. Bezdědovice, 3. Blatenka, 4. Buzice, 5. Hněvkov, 6. Chlum, 7. Kožlí, 8. Mačkov, 9. Myštice, 10.  Skaličany, 11. Vahlovice, 12. Výšice[11]
- k 1. červenci 1952 mělo město Blatná v okrese Blatná, kraj Plzeňský tyto části : 1. Blatná, 2. Řečice[12]
- k 1. červenci 1960 patřilo město Blatná a jeho části : 1. Blatná, 2. Řečice,  do okresu Strakonice, kraj Jihočeský[13]

### Místní části
Město Blatná se skládá z devíti částí na osmi katastrálních územích.
- Blatenka (i název k. ú.)
- Blatná (i název k. ú.)
- Čekanice (i název k. ú.)
- Drahenický Málkov (i název k. ú.)
- Hněvkov (k. ú. Hněvkov u Mačkova)
- Jindřichovice (k. ú. Jindřichovice u Blatenky)
- Milčice (k. ú. Milčice u Čekanic)
- Řečice (leží v k. ú. Blatná)
- Skaličany (i název k. ú.)

V území Blatné tvoří exklávu obec Mačkov.
Od 1. ledna 1974 do 23. listopadu 1990 k městu patřily i Bezdědovice, od 1. ledna 1974 do 31. prosince 1992 Buzice, Dobšice, Chlum, Paštiky a Václavov, od 1. ledna 1974 do 31. prosince 1993 Hajany a od 1. dubna 1976 do 23. listopadu 1990 také Mačkov (Mačkov se, již bez Hněvkova, opět osamostatnil k 24. listopadu 1990).

### Samospráva
První starostové (purkmistrové):
- Antonín Hakl (1849–1857)
- Josef Hammer (1857–1870)
- Augustin Veselý (1870–1874)
- František Masák (1875–1888)
- Kamil Fontán a Jaroslav Nízký – úřadující radní (1889–1891)

Následovali další zvolení starostové:
- Augustin Stocký (1892–1899)
- Rudolf Zdráhal (1900–1931)
- Prokop Ptáček (1931–1938)
- Josef Janovský (1938–1945)

Předsedové Městského národního výboru:
- Jakub Jíše (1945–1946)
- Jan Chaloupka (1946–1949)
- Josef Křišťan (1949–1950)
- Josef Krhoun (1950–1952)
- Josef Šnour (1952–1953)
- Jaroslava Batíková (1953–1954)
- Oldřich Kolář (1954–1956)
- Rudolf Zimmermann (1956 –1960)
- Josef Říba (1960–1967)
- Josef Bartoš (1970–1976)
- Jan Šilhan (1976–1984)
- Václav Fous (1984–1987)
- Václav Křivanec (1987–1990)

Starostové města:
- Miroslav Kastner (1990–1992)
- Blanka Malinová (1992–1994)
- Josef Hospergr (1994–2002)
- Jiří Mikeš (2002–2006)
- Josef Hospergr (SNK-ED) (2006–2010)
- Bohuslav Navrátil (Volba pro město) (2010–2014)
- Kateřina Malečková (Rovně Blatná) (2014–2022)
- Robert Flandera (ODS) (2022–dosud)[15][16]

### Znak, pečeť a prapor
Znak se skládá z kančí hlavy, která má připomínat starobylý původ rodu, odvozeného od bájného Bivoje, a kráčejícího lva symbolizujícího Jaroslava Lva a jeho následníky, a který měl být podle starého podání vylepšením rodového znaku již králem Přemyslem Otakarem II.
V pečeti městského znaku byla původně používaná jen kančí hlava, ale na žádost tehdejšího majitele Blatné Zdeňka ze Šternberka[nepřesný odkaz] byl císařem Maxmiliánem rozmnožen v roce 1567 o druhé pole se lvem, jak to bylo součástí znaku Lvů z Rožmitála. Současně bylo povoleno městečku pečetit touto pečetí červeným voskem, což byla již výsada měst. Tato podoba znaku města byla potvrzena i v roce1680 a trvá do dnešní doby.
Základní heraldické barvy zlatá a červená s kančí hlavou v horním zlatém poli se staly i základem městského praporu, jehož užívání bylo Blatné povoleno rozhodnutím Poslanecké sněmovny 13. 5. 1994. Později bylo používání městského znaku při pečetění omezováno a teprve nyní se můžeme se znakem Blatné opět setkat na všech budovách, kde má město své úřadovny, školách, ale i na různých publikacích týkajících se města.

## Demografie
Počet obyvatel Blatné byl od začátku sčítání obyvatel poměrně stabilní. Výrazný nárůst obyvatel nastal po roce 1950, který trval až do roku 1991, poté se počet obyvatel znovu stabilizoval. Nejvíce obyvatel (6259) zde žilo při sčítání obyvatel v roce 1991. Nejvýraznější úbytek obyvatel byl zaznamenán v roce 2001, kdy oproti roku 1991 ubylo 92 obyvatel. Nejmenší počet obyvatel (2789) byl zaznamenán v roce 1869. Vývoj počtu obyvatel a sčítání domů je uveden v tabulce:
| Rok                   | 1869 | 1880 | 1890 | 1900 | 1910 | 1921 | 1930 | 1950 | 1961 | 1970 | 1980  | 1991 | 2001 | 2011 |
| --------------------- | ---- | ---- | ---- | ---- | ---- | ---- | ---- | ---- | ---- | ---- | ----- | ---- | ---- | ---- |
| Počet obyvatel        | 2789 | 3050 | 2973 | 2983 | 3127 | 2994 | 2987 | 3169 | 3667 | 4413 | 5423  | 6259 | 6167 | 6217 |
| Rozdíl počtu obyvatel | –    | +261 | –77  | +10  | +144 | -133 | –7   | +182 | +498 | +746 | +1010 | +836 | –92  | +50  |
|                       |      |      |      |      |      |      |      |      |      |      |       |      |      |      |
| Počet domů            | 299  | 315  | 328  | 371  | 400  | 440  | 509  | 644  | 696  | 737  | 867   | 1001 | 1083 | 1209 |
| Rozdíl počtu domů     | –    | +16  | +13  | +43  | +29  | +40  | +69  | +135 | +52  | +41  | +130  | +134 | +82  | +126 |

## Školství
Školství v Blatné fungovalo již v 15. století, ale zprávy o něm jsou velmi sporé. První zmínka pochází z roku 1412, kdy byl pánem na Blatné Jan z Rožmitálu, který povýšil Blatnou povýšil na město. Pověřil faráře, aby vydržoval dva kněze střídníky a ředitele školy. Ve škole se kromě čtení asi učila především latina, jak bylo v této době obvyklé. V roce 1603 Blatnou zasáhl velký požár, při němž vyhořela i škola. Novou školu dal vystavět pán Václav z Rozdražova. Stála do roku 1751, kdy se v ní pro její zchátralost přestalo vyučovat a děti chodily do radničního domu nebo do panského domu. S výstavbou nové školy se začalo v roce 1761, kdy paní Marie Alžběta hraběnka Serenyiová zakoupila pro školu dům a složila pro školu jistinu 4000 zlatých, aby mimo jiné učitelé vyučovali děti i hudbě. Děti za učení ve škole nic neplatily. Hraběnka Serenyiová pro ně v roce 1763 založila nadační fond z něhož dostávali odměny za nejlepší prospěch. Také vydala výborný řád o povinnostech rodičů a dětí ke škole. Jména učitelů do roku 1788 nejsou známá. Teprve od roku 1788 je uveden učitel Jakub Müller a Jan Rossbach. V roce 1796 vzrostla jistina paní hraběnky Serenyiové. Tehdy měl dohled nad školou arcikněz Jan Šedivý, ředitelem školy byl Josef Challupny, učiteli byli Jan Rossbach, Matěj Fiala a ruční práce učila Tereza Feedrová. Dle soupisu bylo školou povinných dětí 276, z toho 140 chlapců a 136 dívek. Ve skutečnosti však do školy docházelo jen 154 dětí a zbylé děti zůstávaly bez vyučování. 
V roce 1808 byl v Blatné prvním učitelem Jan Rossbach a druhým učitelem Matěj Fiala, který po Rossbachově smrti nastoupil na jeho místo a stal se ředitelem kůru. Na místo druhého učitele nastoupil Jan Böhm. Oba byli výborní hudebníci. Po smrti obou učitelů nastoupili na školu jejich synové Karel Fiala a Jan Böhm. Böhm byl také výborným hudebníkem a za svou skladbu „Litanie” věnovanou narození arcikněžny Gisely obdržel od císaře Františka Josefa zlatou medaili. V roce 1826 byla dosud dvoutřídní škola rozšířena o další dvě třídy. V roce 1834 zachvátil Blatnou požár, při němž vyhořelo 118 domů, včetně školy. Pro školství nastala trudná doba, neboť se stavbou nové školy se prodlévalo 14 let. Děti byly tehdy vyučovány v různých najatých místnostech v Blatné, Mačkově a Skaličanech. Nová škola byla vystavěna v roce 1848, kde se vyučovalo až do roku 1904. Kvůli zvyšujícímu počtu dětí byla v roce 1851 rozšířena o pátou třídu, k níž o rok později přibyla ještě jedna. V roce 1851 na škole začal vyučovat Josef Martinovský, který hned po svém příchodu založil školní kroniku. V roce 1869 proběhly poslední veřejné zkoušky žáků za přítomnosti biskupského vikáře, jak bylo do té doby zvykem ve farních školách. O zkouškách byli žáci, kteří se vyznamenali nejlepším prospěchem a mravním chováním, čteni z knihy cti, která měla zlatou ořízku a proto byla nazývána zlatou knihou. Tehdy bylo zvykem také obdarovat medailemi dva nejlepší žáky, kteří je potom nosili na stužce na kabátě po celé prázdniny. Stříbrná medaile byla vyražena v roce 1600, pozlacená v roce 1745. Zkoušky následně zanikly, ale místo nich se v některých letech pořádaly školní výstavy, které ukazovaly školní úspěchy. Ještě jedna veřejná zkouška byla na přání místní školní rady konána v roce 1874, což mohla být jedna z posledních v Čechách. Po ustanovení nových školních zákonů, převzal vedení školy řídící učitel, namísto děkana. Prvním řídícím učitelem se stal Vojtěch Kuška, který tento úřad vykonával až do roku 1882. Za jeho působení byla v roce 1871 zřízena měšťanská škola chlapecká a dívčí, která do roku 1904 sídlila v obecním domě. Kvůli tomu ubylo žáků obecné školy, proto se škola zmenšila na čtyřtřídní, ale každá třída měla chlapecké a dívčí oddělení, takže místo bylo nyní na škole tříd osm. Od roku 1872 se dívky začaly nově učit ženským ručním pracím, které se vyučovaly ji dříve v 18. století. Industriální učitelkou se stala choď tehdejšího ředitele, Marie Astlová. V roce 1892 byl pořádán výlet na jubilejní výstavy v Praze, jehož se účastnilo 250 dětí.V roce 1892 nastoupil na místo řídícího učitele Josef Červenka, za jehož působení byla o rok později založena soukromá mateřská škola, která již v roce 1902 přešla do správy obce. První pěstounkou se stala Jana Kadlecová.

### Nová budova školy

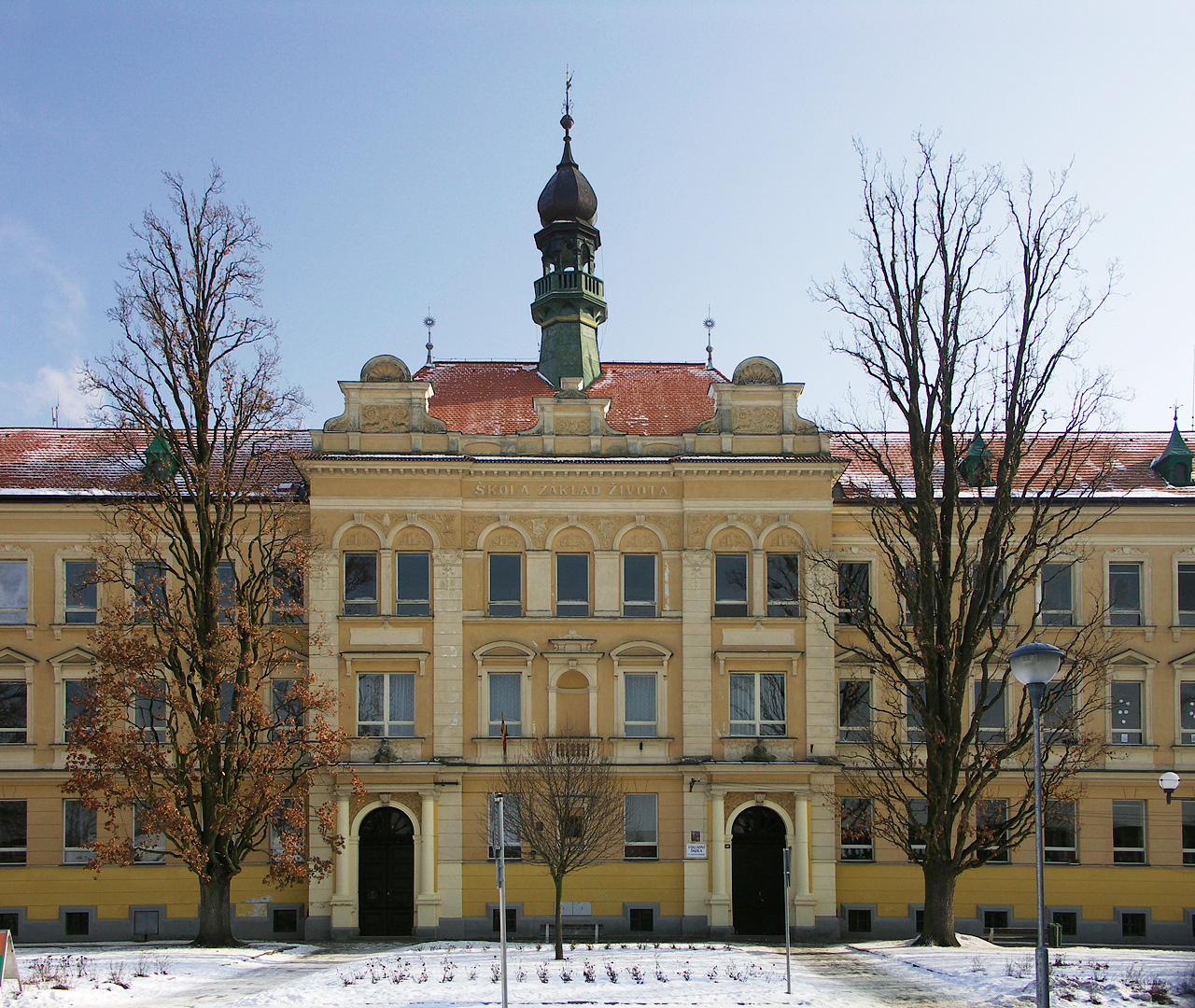
ZŠ J. A. Komenského sídlí v budově od architekta Karla Fialy, postavené v letech 1902–1904

Rozvíjejícímu školství již přestávala stačit školní budova, proto školní rada v roce 1901 rozhodla, že bude postavena nová škola. K tomuto účelu bylo zakoupeno několik chatrných domů ve středu města, které byly zbourány a na jejich místě se v roce 1902 začalo výstavbou nové školy. Za dva roky byl postaven nový dvoupatrový školní palác, podle návrhu architekta Karla Fialy, v němž byla i vybavená zimní tělocvična. Budova byla vysvěcena dne 19. září 1904. Stará budova školy byla prodána městu. Do nové budovy byla umístěna obecná i měšťanská škola. Dívky a chlapci chodily do školy oddělenými vchody. Obecná škola byla pětitřídní pro chlapce a dívky, takže dohromady bylo tříd deset. Chodily sem děti z Blatné, Blatenky, Bezdědovic, Dobšic, Hněvkova, Chlumu, Lhotky, Mačkova, Paštik, Řečice a Skalčan, dále ze samot Hodáně, Hřibárny, Ovšína, Lapače, Jízdárny a Hutí. Ve školním roce 1913 zde bylo zapsáno 681 dětí, z toho 355 chlapců a 326 dívek. Postoupit bylo možné na měšťanskou školu, která měla tři třídy. V roce 1909 byl zřízen čtvrtý ročník, tzv. jednoroční učební kurz.
V nové školní budově sídlily i školy pokračovací. Již v roce 1863 byla otevřena živnostenská škola, která měla dva ročníky a navazovala na měšťanskou školu. Vzdělávala v různých řemeslnických oborech a vyučovalo se v ní v neděli. Vzdělání pro obchodníky zajišťovala Kupecká škola, která byla otevřena v roce 1903, jež měla také dva ročníky a vyučovala se o volných čtvrtcích.

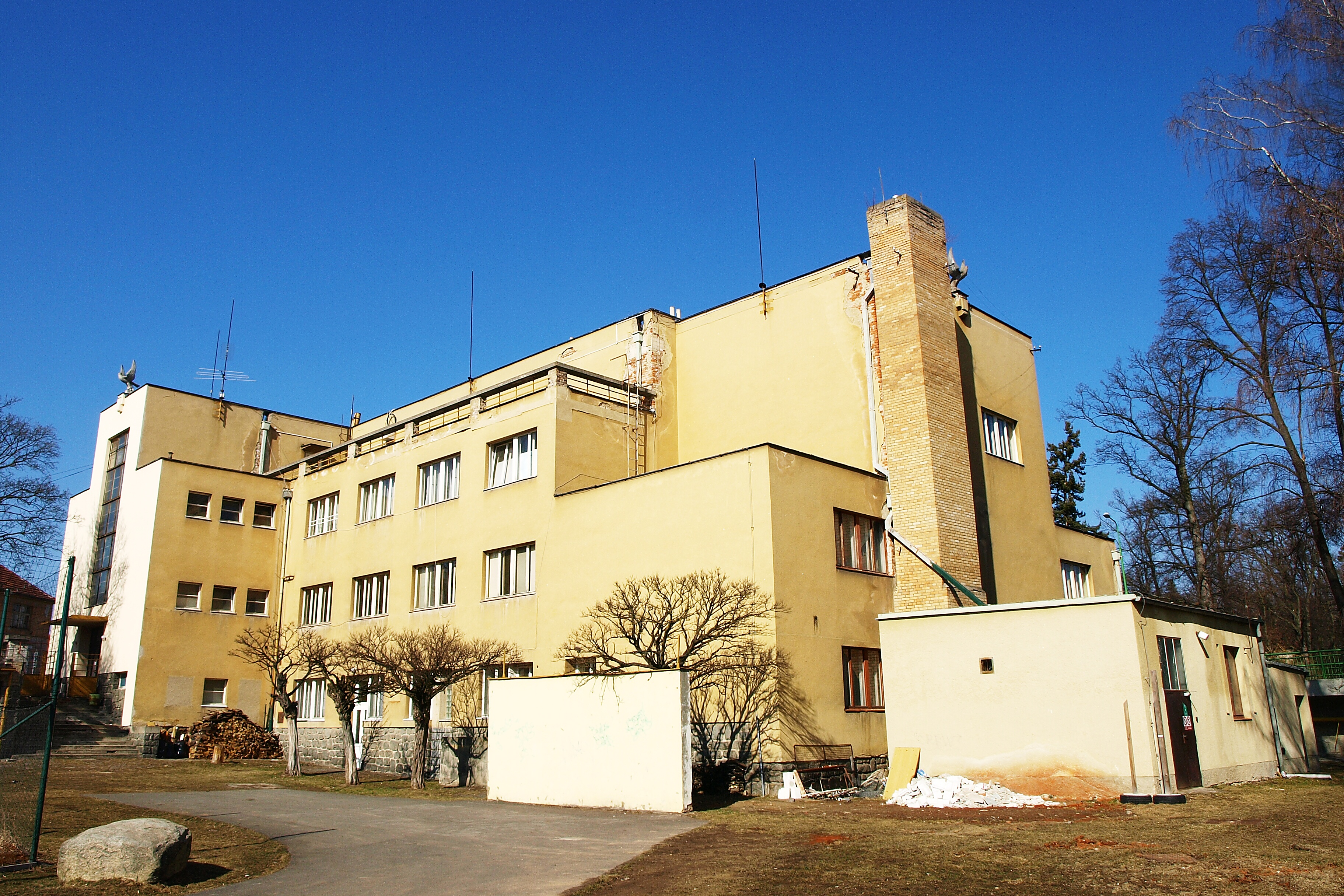
Sokolovna

Během první světové války školní budova nebyla zabrána pro vojenské účely, ale i přesto vyučování narušovala povinnost učitelů organizovat různé sbírky (např. kovů, vlny, bylin, prádla), sepisovat zásoby obilí a věnovat se dalším se školou nesouvisejícím aktivitám. V městské kronice je z tohoto období záznam popisující tehdejší klesající docházku i kázeň žactva:
„Po vydání zákazů půjčovat knihy ze školní knihovny vyrojilo se mezi mládeží mnoho indiánek, detektivek a krváků, což jistě ku zušlechtění mládeže nepřispívalo. Školní docházka značně poklesla. Příčiny poklesu byly: nedostatek obuvi, šatstva, shon po potravinách, výpomoc doma. Děti, nemajíce nad sebou pevné ruky otcovy, polevily v kázni jak doma, tak i ve škole.“
Po válce byla v přízemí školy zřízena veřejná knihovna a mateřská škola. Tehdejší ředitel měšťanské školy Josef Siblík patřil mezi skupinu přátel historických památek v Blatné.  Shromažďoval historické sbírky a zasloužil se v roce 1922 o vybudování blatenského muzea, pro které získal ve školní budově vhodnou místnost po zrušené mateřské škole. Dne 22. září 1935 byl v Blatné pořádán Den brannosti, kdy byla na školní budově byla slavnostně odhalena pamětní deska padlým legionářům. Dochovala se, díky školníkovi Otčenáškovi, který ji za druhé světové války sundal a ukryl. V období za první republiky se v tělocvičně školy konaly oslavy narozenin T. G. Masaryka, J. A. Komenského, Jana Husa, vzniku republiky (tehdejší název Svátek Svobody) a oslavy kulatých výročí spisovatelů a vlastenců. Po slavnostním projevu vždy předvedli žáci obou škol své pečlivě připravené vystoupení, které sledovali obyvatelé Blatné z galerie nad tělocvičnou.

### Druhá světová válka
Velké změny nastaly ve škole za 2. světové války, počínaje povoláním učitelů záložníků k vojenské službě. Za Protektorátu byla zavedena školní protiletecká ochrana a začalo se povinně vyučovat německému jazyku. Byly zavedeny nové učební osnovy a změnila se délka vyučování na 45 minut. Kvůli nedostatku uhlí byla vyučování nepravidelné. Z nařízení říšského protektora muselo být ze školy odstraněno vše co připomínalo bývalé státní poměry. Zabavena byla i školní kronika. Do Blatné přišlo několikrát i německé vojsko, které bylo ubytované v tělocvičně, ve třídách a užívalo i školní dvůr. Ve zbylých třídách se vyučovalo jen půl dne, nebo se nevyučovalo vůbec a děti si pouze docházely pro úkoly. Ve školním roce 1941/42 byla přeměněna obecná škola na  čtyřtřídní (1. – 4. ročník) a měšťanská škola také na čtyřtřídní (5. – 8. ročník), zavedly se nové názvy, vysvědčení i učebnice a pozdrav zdviženou pravicí. Počet hodin výuky německého jazyka byl navýšen na sedm hodin týdně, na úkor českého jazyka, vlastivědy, tělocviku a náboženství. Vlivem změny obsahu vyučování a válečné situace se začala zhoršovat prospěch žáků, proto byla zřízena pomocná třída. V posledním válečném roce se vyučovalo nepravidelně. V listopadu 1944 byly na škole ubytování němečtí uprchlíci z Banátu a vánoční prázdniny byly z nedostatku topiva prodlouženy na neurčito. Žáci dostávali jednou týdně úkoly v zasedací síni městské radnice. Později se vyučovalo polodenně třikrát týdně v hotelu Jubileum, na blatenském zámku, v divadelní šatně v sokolovně a na jiných místech v Blatné. Na konci ledna 1945 byla celá škola vyklizena a ve třídách byla uskladněna sláma, což byla příprava pro příjezd německých uprchlíků, kteří přijížděli do Blatné. Učitelé byli zaměstnáni kancelářskými pracemi, které zahrnovaly sestavování seznamů či psaní hlášení o uprchlících. Po Velikonocích se vyučovalo na různých místech v Blatné. Němečtí uprchlíci opustili školu 4. června 1945, od 16. června ji zabralo americké vojsko, které Blatnou opustilo až 25. listopadu. Přes zimu opět nebylo čím topit, takže celodenní vyučování bylo zcela obnoveno až 25. března 1946.

### Po roce 1948
Po nástupu komunistického režimu byla dle nových zákonů obecná škola přejmenována na Národní školu v Blatné a z měšťanské školy se stala trojtřídní Střední škola v Blatné se znovu zavedeným jednoročním učebním kurzem, který byl opět v roce 1949 zrušen. Třídy byly rozděleny písmeny A, B a žáci se již nerozdělovali podle pohlaví. V roce 1949 byla ve dvou místnostech zřízena hudební škola. V roce 1950 byla na škole ustanovena Pionýrská organizace a také byl zrušen volný čtvrtek, místo nějž bylo volno ve středu a v sobotu odpoledne. V roce 1951 byly zavedeny žákovské knížky a žáci střední školy poprvé vykonávali závěrečné zkoušky. Ve školním roce 1951/1952 vznikly v Blatné dvě souběžné devítileté školy I. národní a střední škola v Blatné a II. národní a střední škola v Blatné, které měly vlastního ředitele, sbor i část budovy. Byla zřízena také školní družina. Již v roce 1953/1954 byly podle nového zákona obě školy sloučeny v jednu osmiletou základní školu a jedenáctiletou střední školu. Kvůli nedostatku místa byly školní družina a školní kuchyně umístěny do budovy naproti škole. Pro pracující byla otevřen večerní kurz. V roce 1958 měla škola 28 tříd a pouze 25 učeben, proto muselo být zavedeno střídavé vyučování, které bylo v následujícím roce zrušeno, ale v 11 třídách bylo více než 40 žáků.
Další změna nastala v roce 1960, kdy byla škola rozdělena na základní devítiletou školu a střední všeobecně vzdělávací školu (SVVŠ). Žáci také poprvé dostali zapůjčené učebnice. V následujících letech bylo na škole více než 1000 žáků, což vedlo k vyučování na směny. To trvalo až do roku 1967, kdy byla škola rozdělena na dvě samostatné základní školy. V budově školy zůstala ZŠ Komenského a druhá škola ZŠ Rudé armády (nyní ZŠ T. G. Masaryka) se nastěhovala do budovy bývalého okresního úřadu. Po uvolnění prostor se do školní budovy vrátila družina a byla zde vybudována školní jídelna.
Poslední maturitní zkoušky  na SVVŠ se konaly v roce 1970. Od dalšího školního roku škola fungovala jako základní devítiletá škola a od školního roku 1983/1984 byly zrušeny deváté třídy, kdy I. i II. stupeň měl čtyři ročníky. Po roce 1989 se změnil název školy na Základní škola J. A. Komenského v Blatné a ZŠ Rudé armády byla přejmenována na ZŠ T. G. Masaryka.

## Pamětihodnosti

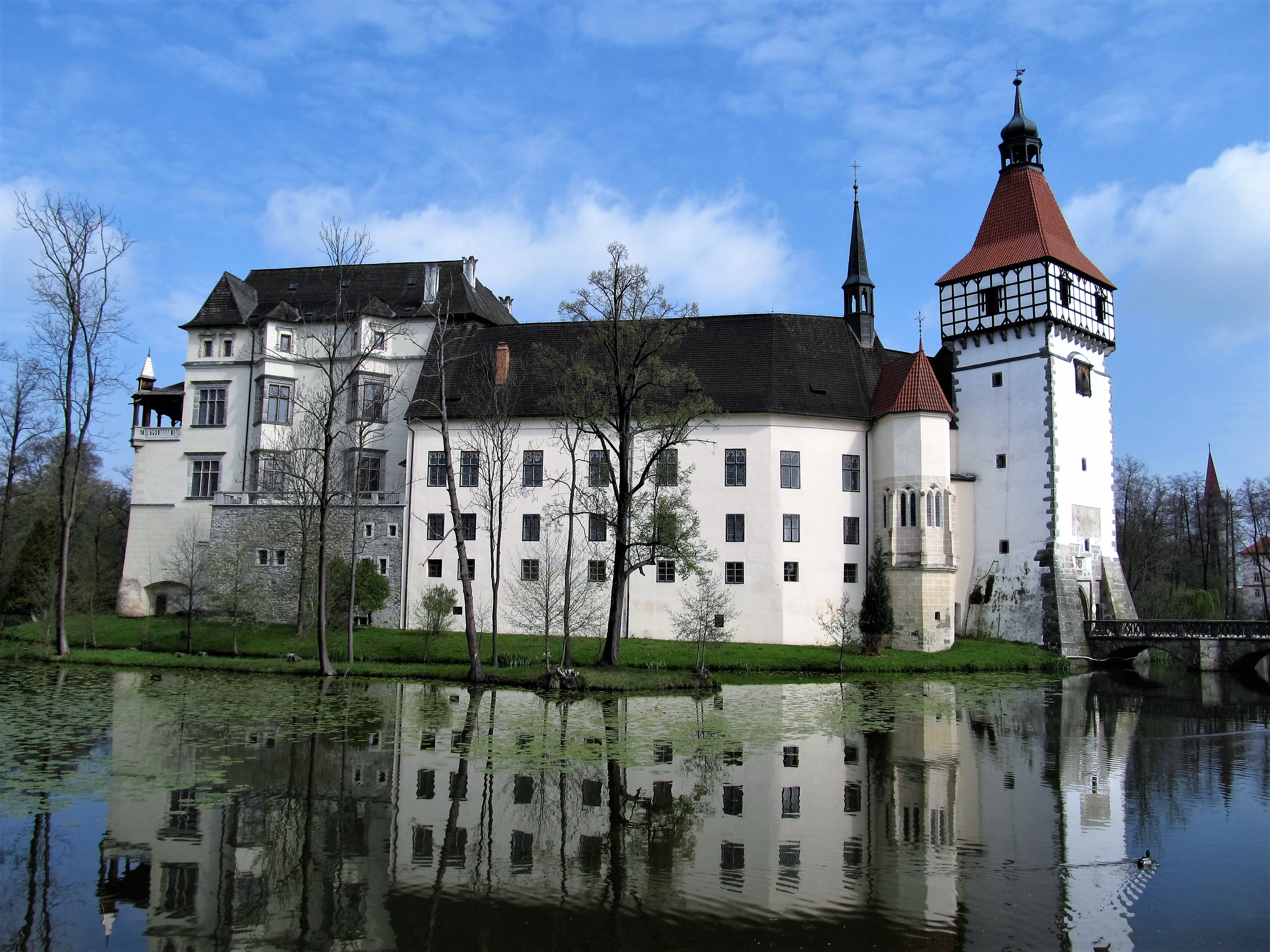
Zámek Blatná

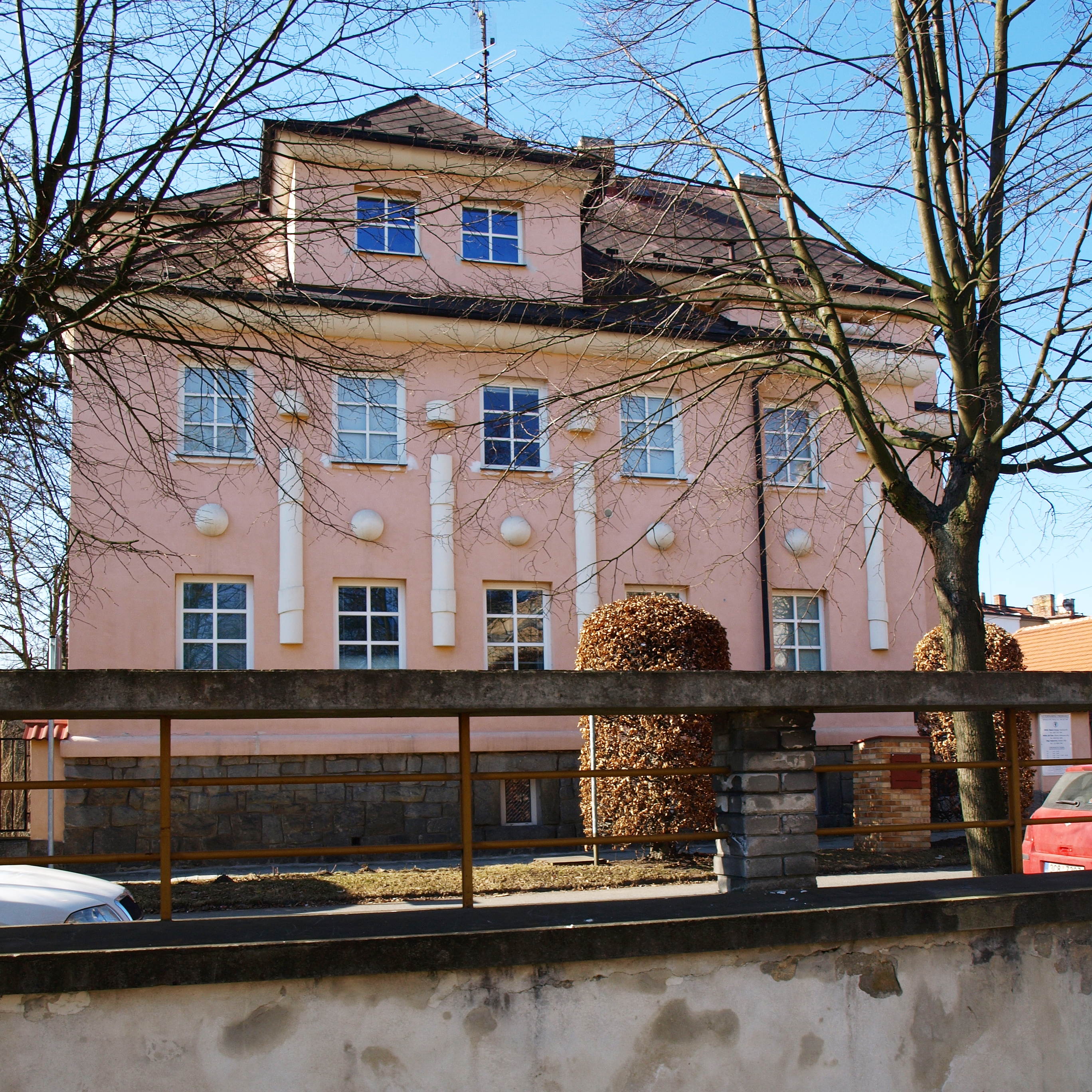
Böhmova vila

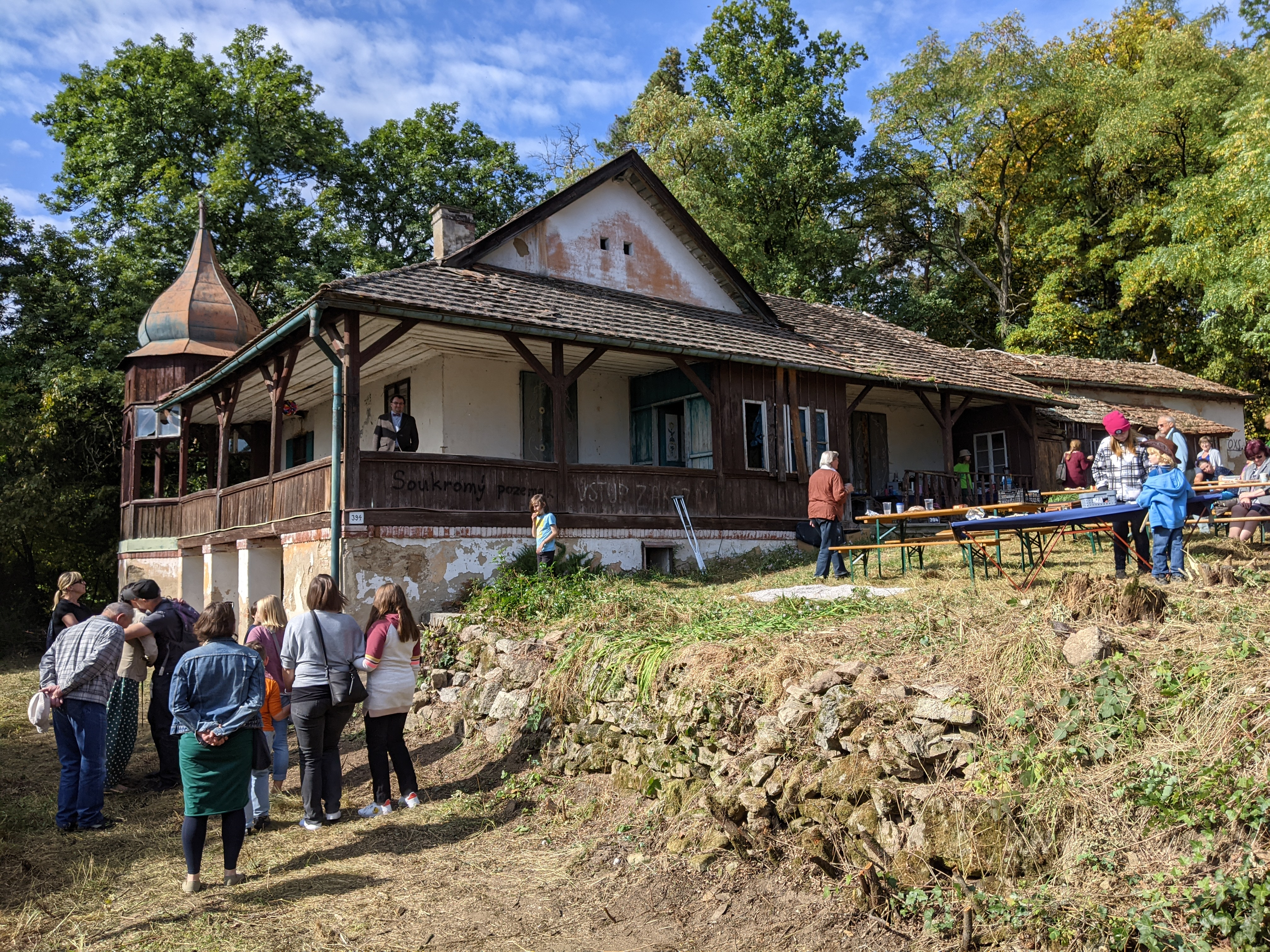
Vila Fiala (2021) během Dne architektury

- Kostel Nanebevzetí Panny Marie
- Zámek Blatná
- Mariánský sloup na náměstí Míru
- Vila Fiala
- Přírodní památka Blatná

### Zaniklé stavby
- Podškolský mlýn

### Další stavby
- Poesiomat, náměstí J. A. Komenského

## Doprava

### Železniční doprava
Blatná leží na železniční trati Březnice–Strakonice, která je v jízdním řádu pro cestující označená číslem 203 a která je přípojnou tratí k trati Zdice–Protivín (trať č. 200) a k trati Plzeň – České Budějovice.
Kromě toho vede do Blatné trať Nepomuk–Blatná, která je v jízdním řádu pro cestující označená číslem 192 a která je přípojnou tratí  k trati Plzeň – České Budějovice (trať č. 191).

### Silniční doprava
Přes Blatnou vede evropská silnice E49, která Blatné zajišťuje silniční  spojení s Plzní, Pískem a Českými Budějovicemi; na tuto silnici u obce Sedlice navazuje silnice II/173, která vede do Strakonic. Propojení s Prahou je zajištěno prostřednictví silnice II/175, která má připojení na dálnici D4.

## Rodáci a osobnosti
- Karel Strakatý (1804–1868), operní pěvec, první interpret národní hymny Kde domov můj
- Jan Pravoslav Koubek (1805–1854), obrozenecký básník
- Vojtěch Hřímalý starší (1809–1880), varhaník a hudební skladatel
- Vilém Ignác Petters (1826–1875), lékař
- Jindřich Hanuš Böhm (1836–1916), libretista, překladatel, divadelní a hudební kritik
- František Simandl (1840–1912), kontrabasista a hudební pedagog
- Anna Drasdilová (1841–1929), operní pěvkyně, hudební pedagožka
- Johanna Kuffnerová (1853–1911), pedagožka, překladatelka a sufražetka
- Jozef Kuffner (1855–1928), důstojník, spisovatel, filolog a divadelní kritik
- Karel Fiala (1862–1939), architekt
- Alois Podhajský (1864–1946), rakousko-uherský polní podmaršálek, československý armádní generál
- Alois Dichtl (1882–1936), středoškolský učitel, zoolog, ekolog, spisovatel a publicista
- Jan Böhm (1888–1959), pěstitel růží
- Jan Antonín Hála (1890–1959), malíř, kreslíř a dokumentátor slovenské vesnice
- Josef Solar (1896–1977), grafik, kaligraf a malíř
- Kamil Běhounek (1916–1983), swingový akordeonista a skladatel
- Dimitrij Slonim (1925–2017), lékař-virolog, spisovatel a sběratel umění
- Jan Mikuláš Hála (* 1937), malíř a restaurátor v Lažánkách
- Zdeněk Ondrášek (* 1988), profesionální fotbalista
- Adina Mandlová (1910-1991), herečka, jejíž popel je rozptýlen na loučce vedle budovy místního krematoria[22]

## Partnerská města

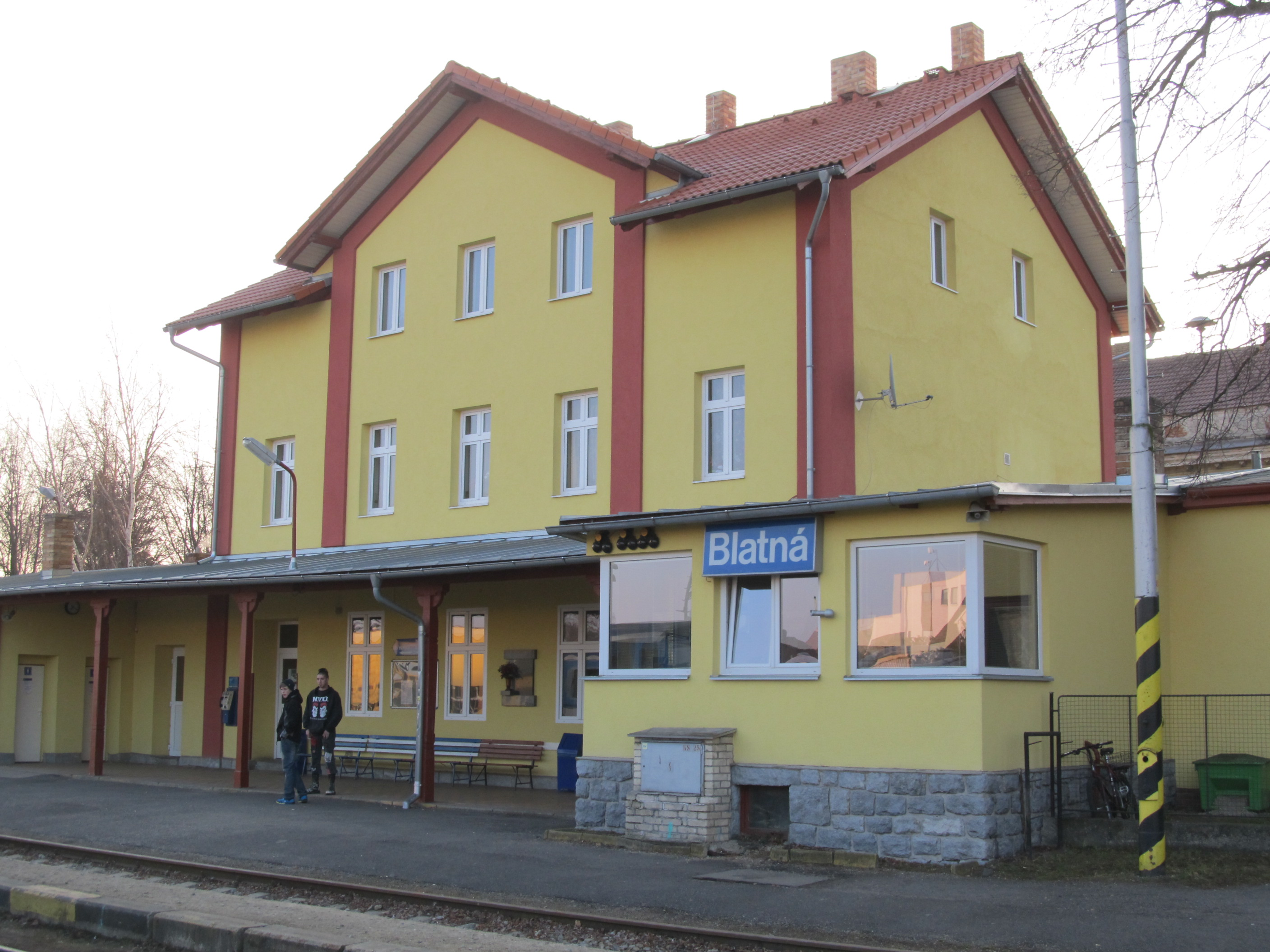
Nádraží

- Calderdale, Spojené království
- Roggwil, Švýcarsko
- Sargé-lès-le-Mans, Francie
- Vacha, Německo
- Važec, Slovensko